# Alexandria Mills
Alexandría Mills (Louisville, Kentucky, 26 de febrero de 1992) es una reina de belleza de los Estados Unidos, que fue coronada Miss Mundo 2010 el 30 de octubre de 2010 en Sanya, China. Mills es la tercera mujer de su país en ganar Miss Mundo desde Gina Tolleson en 1990 además de ser la 60 Miss Mundo en la historia del certamen.

## Miss Mundo 2010
Mills fue la primera finalista del concurso Miss World Beach Beauty, detrás de Miss Puerto Rico que fue la ganadora de la prueba
realizada el 19 de octubre, así como también la segunda finalista del concurso Miss World Top Model que se realizó el 23 de octubre, finalmente el 30 de octubre se convierte en la ganadora de Miss Mundo 2010.